# Dehydratace
Dehydratace je odstranění vody z těla, objektu, látky či prostoru.
Z lékařského hlediska představuje narušení homeostázy (vnitřní rovnováhy organismu) v důsledku snížení obsahu vody v těle (suchá pokožka, hustá krev zhoršující cirkulaci).
Normální množství tělesné vody kolísá mezi 60 a 70 % tělesné hmotnosti dle věku a pohlaví. Snížení nastává v důsledku nevyváženosti příjmu a výdajů vody, například nedostatečným příjmem dostatečně kvalitní vody (typickým příkladem je zbloudilec na poušti nebo trosečník v širém oceánu), nebo přílišným výdajem vody, který není patřičně vyvážen příjmem - například při velmi silných průjmech, zvracení nebo namáhavých fyzických výkonech doprovázených silným pocením.
Zvláštním případem vysokého výdeje je polyurie, která provází ledvinové onemocnění nebo diabetes. Dehydratace způsobená při manifestaci diabetu není způsobena nízkým příjmem tekutin, naopak při nerozpoznaném diabetu člověk vypije i 5 litrů za den. Tělo se zbavuje močí přebytečné glukosy v krvi, která při koncentraci více než 10 mmol/l překročí tzv. ledvinový práh. Ledvina pak není schopna glukózu v krvi zadržet a ta s sebou strhává osmoticky vodu. Čím vyšší glykémie, tím je tělo dehydratovanější.
Dehydratace může být životu nebezpečná a je příčinou smrti u mnoha nemocí, zejména silných průjmových onemocnění (cholera, tyfus).

## Příznaky dehydratace
Hranice jsou pouze orientační
| Ztráta tekutiny v litrech | příznaky                                                                           |
| 0,5–1                     | nic nebo mírná žízeň                                                               |
| 1–2                       | žízeň, suché sliznice (rty), snížená tvorba moči (koncentrovaná moč tmavé barvy)   |
| 2 až cca 4                | viz výše, pokles tlaku při rychlém povstání - závrať, bolest hlavy, zrychlený puls |
| cca 4 až cca 10           | viz výše, trvale zrychlený puls, nízké napětí kůže, minimální močení               |
| nad 10 litrů              | viz výše, zástava močení, smrt                                                     |

## Léčba
Zvýšení příjmu tekutin je v mnoha případech dostačující. Nejvhodnější tekutinou je ta, která dehydratovanému chutná.
Rozhodující je množství. Nelze očekávat, že výrazné příznaky ustoupí s jedním napitím. Velké množství tekutin může opět vyvolat zvracení. Pokud je snese žaludek, dojde následně k zvýšenému močení a situace se nezlepší. Tekutiny je nutno podávat po malých dávkách delší dobu. Těžká dehydratace se řeší více dnů.
Na počátku je zcela dostačující voda, iontové nápoje je vhodnější naředit. Tělo primárně potřebuje vodu jako rozpouštědlo, koncentrace iontů je vysoká. Pokud dehydratovaný normálně jí, doplní minerály bez problémů.
V případech intenzívní ztráty tekutin zvracením a průjmem nestačí tedy pít stále čistou vodu, vhodný je bujón, ovocné džusy… Lze použít jednoduchý rehydratační roztok.
Těžká dehydratace snižuje příjem tekutin trávicím traktem, většinou je tedy nutné nitrožilní podání.